# Kutorżycha
Kutorżycha (ukr. Куторжиха) – wieś na Ukrainie, w obwodzie połtawskim, w rejonie łubieńskim, w hromadzie Chorol. W 2001 liczyła 258 mieszkańców.